# Тихоходки (Южный Парк)
«Тихоходки» — восьмой эпизод двадцать первого сезона мультсериала «Южный Парк». Вышел 15 ноября 2017 года в США. Премьера в России прошла 23 ноября на телеканале Paramount Comedy.

## Сюжет
В школе Южного Парка специальный класс проводит научную ярмарку. Нейтон и Мимзи решают сделать вулкан, чтобы произвести впечатление на девушек. Тимми и Джимми тоже участвуют в ярмарке и показывают свою работу Нейтону. Ночью Нейтон и Мимзи пробираются в школу и портят проект Джимми и Тимми. Однако это только улучшает их проект. На следующий день к школе прилетает вертолёт, наполненный людьми в чёрных костюмах. Они сообщают, что этот проект — ключ к выживанию. Нейтон и Мимзи пытаются доказать им, что они тоже хотят работать на правительство, но люди в чёрном оказываются работниками национальной футбольной лиги (НФЛ). Они хотят превратить тихоходок в болельщиков и повысить рейтинги.
Девочки обеспокоены поведением Хейди Тёрнер, которая стала такой же агрессивной, как и Картман. Позже Хейди вызывает Мистер Макки и просит быть судьёй на специальной научной ярмарке. Несмотря на то, что Хейди сама вызвалась быть судьёй месяц назад, она отказывается в грубой форме в стиле Картмана.
Хейди и Картман устраивают собрание и требуют от администрации школы отмены специальной научной ярмарки. Мистер Макки и ПК-директор сообщают, что специальная ярмарка отменяется, но НФЛ заставляет всех продолжить эксперимент. Хейди крадёт чашу с тихоходками и пытается убежать, но её окружают. Её просят вернуть тихоходок, но она выпивает их.
Хейди начинает доминировать над Картманом, а НФЛ интересуется проектом Нейтона.

## Приём
Мнения критиков разделились. В The A.V. Club эпизоду поставили «B-», в IGN 8.6/10 и 7/10 на сайт 411mania. В то же время на сайте Den of Geek серии поставили 2/5 звёзд.